# Lorry-lès-Metz
Lorry-lès-Metz (Duits: Lorry bei Metz) is een gemeente in het Franse departement Moselle (regio Grand Est). Lorry-lès-Metz telde op 1 januari 2022 1.726 inwoners.

## Geschiedenis
De gemeente maakt deel uit van het kanton Woippy in het arrondissement Metz-Campagne tot beide op 22 maart 2015 werden opgeheven. Lorry-lès-Metz werd opgenomen in het nieuwgevormde kanton Coteaux de Moselle, dat onderdeel werd van het eveneens nieuwe arrondissement Metz.

## Geografie
De oppervlakte van Lorry-lès-Metz bedroeg op 1 januari 2022 6,09 vierkante kilometer; de bevolkingsdichtheid was toen 283,4 inwoners per km².

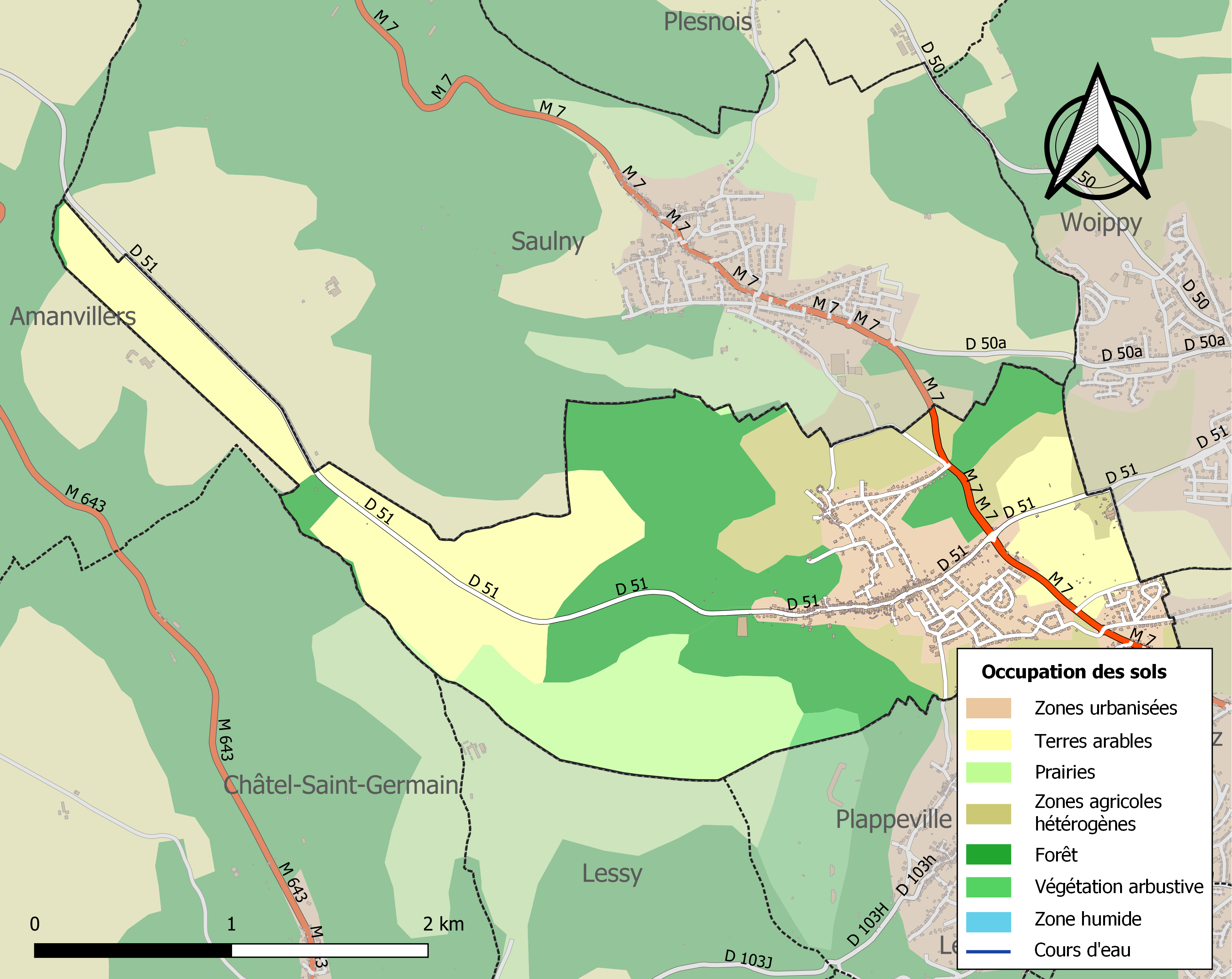
Kaart van de gemeente met de belangrijkste infrastructuur, bodemgebruik en omliggende gemeenten

## Demografie
Onderstaande figuur toont het verloop van het inwonertal (bron: INSEE-tellingen).

Ancy-Dornot · Arry · Ars-sur-Moselle · Augny · Châtel-Saint-Germain · Coin-lès-Cuvry · Coin-sur-Seille · Corny-sur-Moselle · Cuvry · Féy · Gorze · Gravelotte · Jouy-aux-Arches · Jussy · Lessy · Lorry-lès-Metz · Lorry-Mardigny · Marieulles · Moulins-lès-Metz · Novéant-sur-Moselle · Pouilly · Pournoy-la-Chétive · Rezonville-Vionville · Rozérieulles · Sainte-Ruffine · Vaux · Vernéville